# Іщенка
І́щенка — село в Україні, у Великоолександрівській селищній громаді Бериславського району Херсонської області. Населення становить 273 осіб.
У селі діє Іщенська ЗОШ I—III ступенів.

## Населення

### Мовний склад
Рідна мова населення за даними перепису 2001 року:
| Мова       | Чисельність, осіб | Доля     |
| ---------- | ----------------- | -------- |
| Українська | 264               | 96,70 %  |
| Російська  | 6                 | 2,20 %   |
| Інше       | 3                 | 1,10 %   |
| Разом      | 273               | 100,00 % |

## Історія
В результаті голодомору-геноциду загинуло 55 жителів Іщенки.
12 червня 2020 року, відповідно до Розпорядження Кабінету Міністрів України від № 726-р «Про визначення адміністративних центрів та затвердження територій територіальних громад Херсонської області», увійшло до складу Великоолександрівської селищної громади.
19 липня 2020 року, в результаті адміністративно-територіальної реформи та ліквідації  Великоолександрівського району увійшло до складу Бериславського району.

### Російське вторгнення в Україну (з 2022)
Село було тимчасово окуповане російськими військами наприкінці лютого 2022 року. 
11 серпня 2022 року ЗСУ повідомили про ураження командно-спостережного пункту батальйонної тактичної групи 76-ої десантно-штурмової дивізії РФ в Іщенці.
10 листопада 2022 року визволене від російських окупантів Збройними силами України в ході контрнаступу в Херсонській області.